# Tríptico de Dresde

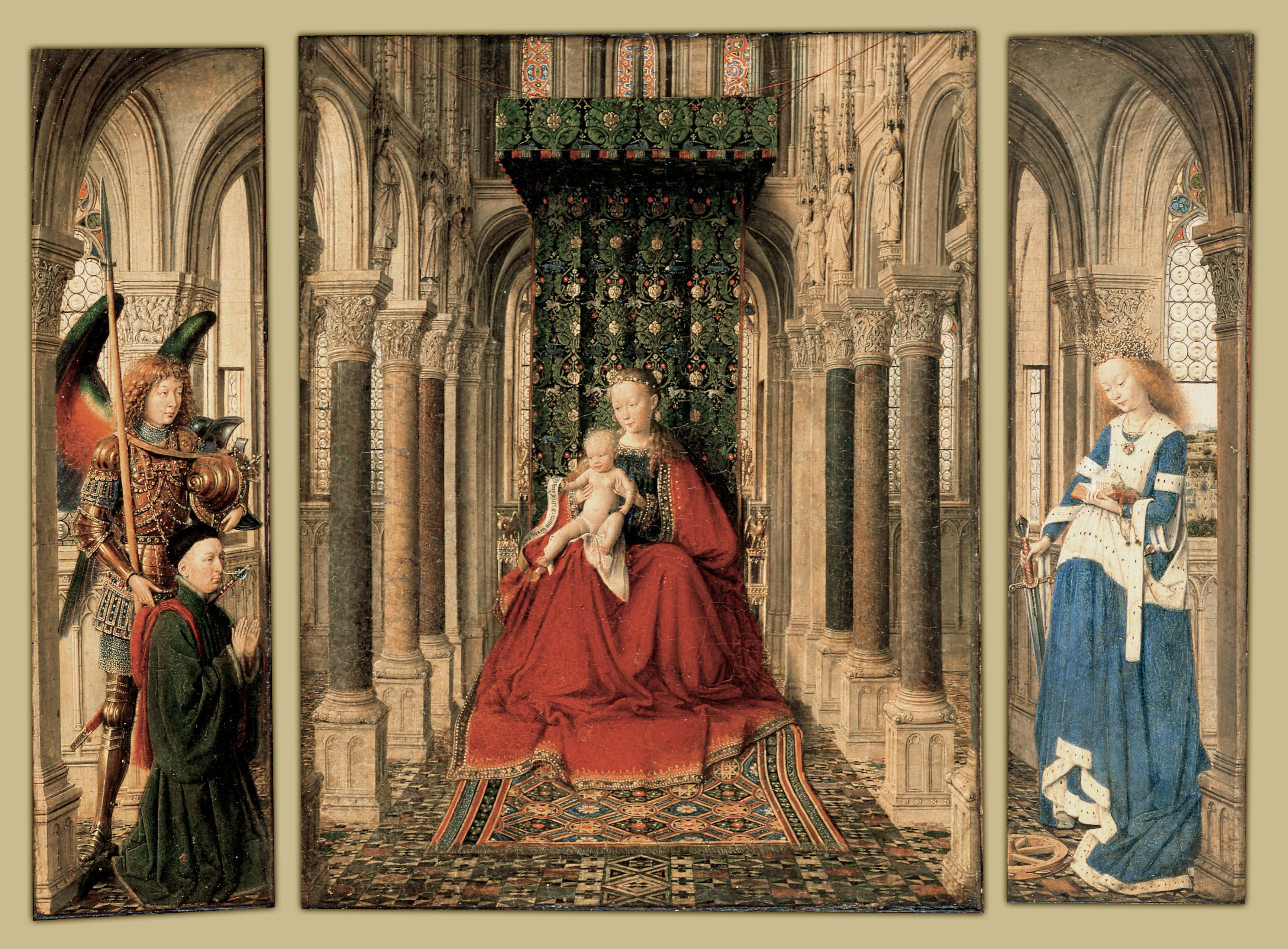
Vista de las alas interiores. Las dos alas exteriores contienen una escena de Anunciación en grisalla. Óleo sobre tabla de roble, 1437. Gemäldegalerie Alte Meister, Dresde. 33.1cm × 13.6cm; 33.1cm × 27.5cm; 33.1cm × 13.6cm

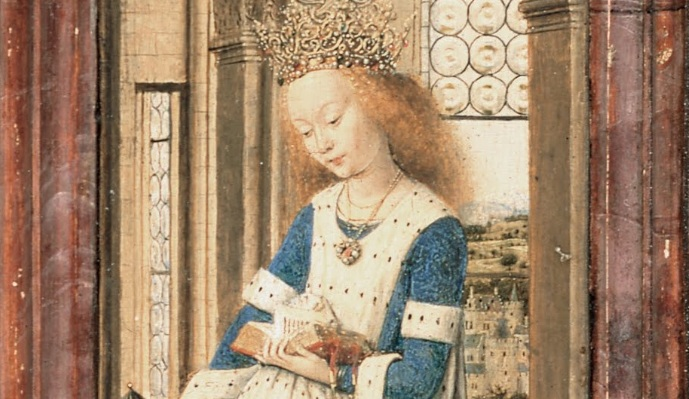
Detalle del panel derecho que muestra a Santa Catalina y las molduras interiores del marco protector

El Tríptico de Dresde (o La Virgen y el Niño con San Miguel y Santa Catalina y un donante, o Tríptico de la Virgen y el Niño) es un retablo tríptico muy pequeño realizado por el pintor del primitivo flamenco Jan van Eyck. Consta de cinco paneles pintados individuales: una tabla interior central, y dos alas laterales pintadas por ambas caras. Está firmado y fechado en 1437, y se encuentra en la colección permanente de la Gemäldegalerie Alte Meister, en Dresde. Las tablas aún se encuentran en sus marcos originales. Es el único tríptico existente completo atribuido a van Eyck, y el único en no ser un retrato y estar firmado con su lema personal, ALC IXH XAN ("Hago como puedo"). Su producción se dio a la mitad de su carrera. Repite una serie de motivos de sus trabajos más tempranos mientras marca un progreso en su capacidad de manejar la profundidad espacial, y establece elementos iconográficos del arte mariano que se propagarían en la segunda mitad del siglo XV. Elisabeth Dhanens lo describe como "el más encantador, delicado y atractivo trabajo de Jan van Eyck que ha sobrevivido".
Las pinturas en las dos alas exteriores se hacen visibles cuando el tríptico está cerrado. Muestran a la Virgen María y al Arcángel Gabriel en una escena de Anunciación pintada en grisalla, la cual, debido a su casi monocromía, simula que las figuras están esculpidas. Las tres tablas interiores representan un interior eclesiástico. En la tabla interior central, María está sentada y sostiene al Niño Jesús en su regazo. En el ala izquierda, el Arcángel Miguel presenta un donante arrodillado, mientras que a la derecha Santa Catalina de Alejandría está de pie leyendo un libro de oración. Las tablas interiores están delineadas con dos marcos pintados simulando ser de bronce, inscritos mayoritariamente con letras latinas. Los textos provienen de una variedad de fuentes: en los marcos centrales, de descripciones bíblicas de la Asunción; mientras que en las alas interiores, de fragmentos de oraciones dedicadas a los santos Miguel y Catalina.
La obra puede haber sido encargada para devoción privada, quizás como retablo portátil para un clérigo migrante. El hecho de que los marcos hayan sido tan ricamente decorados con inscripciones latinas indica que el donante, cuya identidad está perdida, era altamente educado y cultivado. Debido a una carencia de evidencia documental sobreviviente respecto de comisiones en la pintura nórdica del siglo XV, las identidades de los donantes a menudo se establecen a través de la evidencia reunida por historiadores modernos del arte. En esta obra, los escudos heráldicos dañados en los bordes de las alas interiores han sido identificados con los Giustiniani de Génova –un influyente albergo, agrupación de varias familias emparentadas de mercaderes que comerciaban en conjunto, activo desde 1362– que establecieron enlaces comerciales con Brujas desde mediados del siglo XIV.

## Procedencia y atribución
El Tríptico de Dresde probablemente estuvo en posesión de la familia Giustiniani en la segunda mitad del siglo XV. Existe un registro del 10 de mayo de 1597 de una compra realizada por Vincenzo Gonzaga, duque de Mantua, y fue luego vendido por la colección Gonzaga a Carlos I de Inglaterra en 1627. Después de la caída y ejecución de Carlos I, la pintura llegó a París a manos de Eberhard Jabach, un banquero de Colonia y marchante de arte de Luis XIV de Francia y del cardenal Mazarino. Un año después de la muerte de Jabach en 1695,  pasó al Electorado de Sajonia, y luego apareció en un inventario de 1754 de la Colección de Dresde, atribuido a Alberto Durero, hasta que el historiador alemán Aloys Hirt en 1830 estableció la autoría de van Eyck sobre la obra. A mediados del siglo XIX, los catálogos de Dresde lo atribuyen a Hubert van Eyck (m. 1426) y unos cuantos años más tarde a Jan.

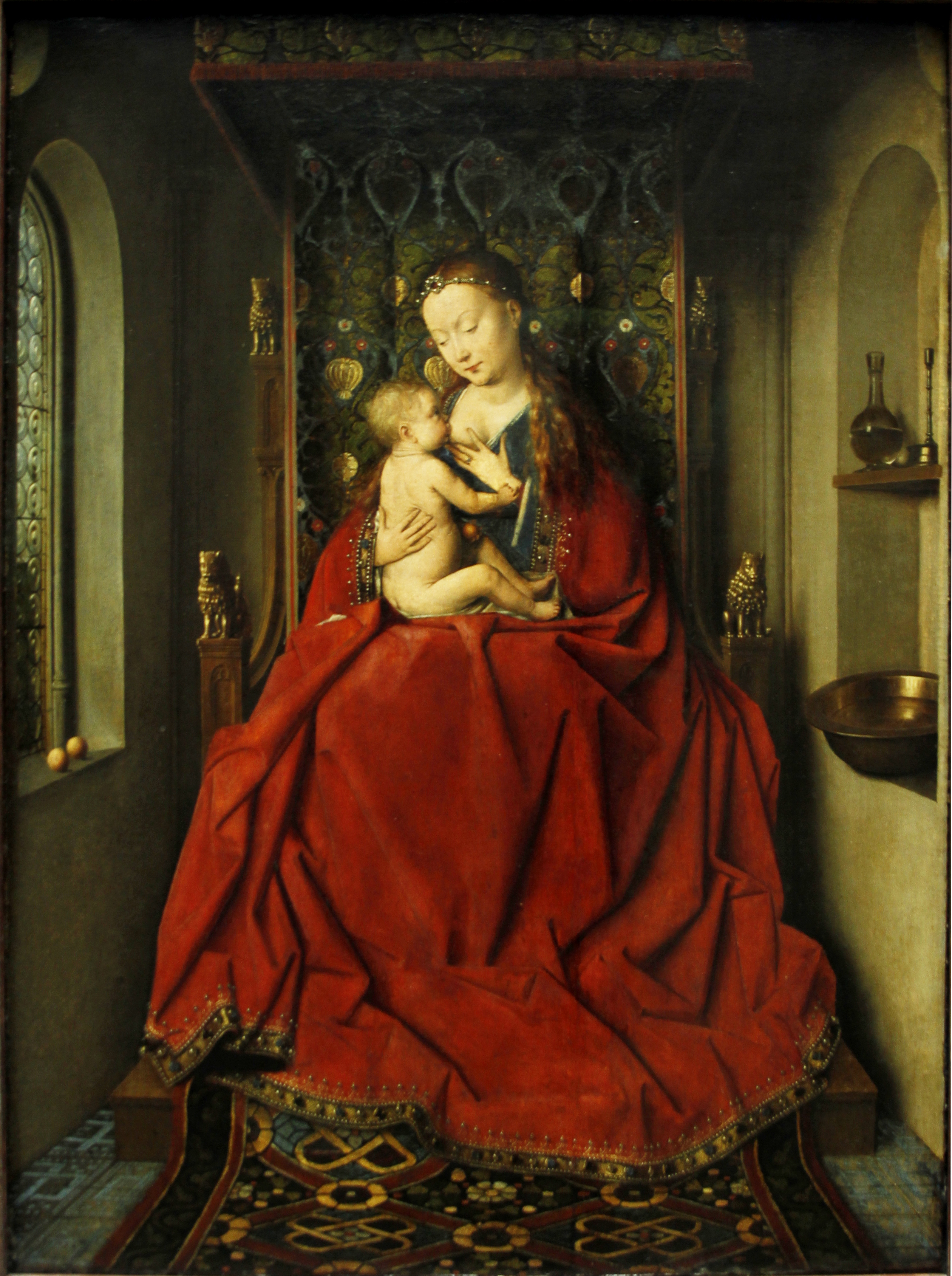
Virgen de Lucca, c. 1436 de Jan van Eyck. Instituto Städel, Fráncfort.

Van Eyck firmó, fechó y añadió su lema a la tabla central, un hecho sólo descubierto cuando el marco fue retirado en el curso de una restauración a mediados del siglo XX, y fue confirmado en 1959 con el descubrimiento de la firma que está colocada junto con las palabras IOHANNIS DE EYCK ME FECIT ET C[OM]PLEVIT ANNO D[OMINI MCCCCXXXVII.ALC IXH XAN ("Jan van Eyck me hizo y me completó en el año 1437. Como puedo"). La palabra "completó" (complevit) puede sugerir la fecha de conclusión, pero como los maestros de la época típicamente tuvieron talleres que los asistían en trabajos importantes, la frase puede ser vista como muy socialmente ambiciosa. Quizá se trataba de un maestro arrogante que buscaba indicar que sus ayudantes de taller tuvieron poco que ver en el trabajo, y que era él el principal responsable de su diseño y ejecución. Esta idea es reforzada por el hecho de que es la única obra que no es un retrato que lleva el lema de van Eyck: ALC IXH XAN. Hasta el descubrimiento de la firma, la pieza fue datada con varias fechas, que iban desde la década de 1420 hasta la de 1430. Debido a que las tablas están tan indudablemente atribuidas, son a menudo utilizadas como referencia para fechar otros trabajos de van Eyck. Esto se debe a que hay una serie de desarrollos estilísticos evidentes, incluyendo el tipo de ventanas de vidrio pintado, molduras alrededor de las arcadas, y su capacidad para manejar la perspectiva, los cuales pueden ser usados, al menos, para determinar si otros trabajos preceden al tríptico.
La tabla central a menudo ha sido comparada con su Virgen de Lucca de c. 1436, que no está firmada ni fechada. Esa obra repite la tabla central del tríptico de Dresde en una serie de aspectos, incluyendo el dosel verde oscuro, la figuración y posicionamiento de María, su vestido fuertemente plegado, los pigmentos naranjas y marrones del piso, la alfombra geométrica y los tallados de madera. Se piensa que la Virgen de Lucca es un retrato de la esposa del artista, una mujer mucho más joven que él, Margarita.

## Descripción
La obra mide 33 por 27,5 centímetros incluyendo los marcos. Dada esta escala miniaturista, el tríptico probablemente funcionó como un objeto de devoción portátil, o altare portabile. Miembros de las clases superiores y la nobleza adquirieron estas piezas gracias a dispensas papales, para utilizarlas durante viajes y, típicamente, durante peregrinaciones. El mecenas y patrón de van Eyck, Felipe III de Borgoña, poseyó al menos un tríptico portátil, cuyos fragmentos sobreviven.
Los tres paneles interiores representan una típica sacra conversazione, una fórmula establecida en Italia en la segunda mitad del siglo XIV, que muestra un santo patrón presentando al donante, que suele estar arrodillado, a la "deidad o a la madre de Dios, que está en un trono". John Ward cree que la rica y compleja iconografía, y el significado simbólico que van Eyck empleó en sus paneles religiosos, sirvieron para resaltar la coexistencia que el artista veía entre el mundo espiritual y el material. En sus pinturas tempranas, sutiles iconografías –a las cuales se llama simbolismo oculto o disfrazado– son usualmente incluidas en las obras como elementos "relativamente pequeños, en el fondo, o en [los detalles de] las sombras". Estos elementos incluyen la aparición de la Virgen ante el donante, cuyo panel contiene tallados que parecen evocar eventos de su vida. En sus obras religiosas posteriores a 1436, la recurrencia de van Eyck en elementos iconográficos o simbólicos se reduce en gran medida. Ward especula que el reducido tamaño de la pieza o los deseos de quien comisionó la obra influenciaron esta decisión, o que "decidió que había agotado las posibilidades más interesantes y (...) [que] mucho de su simbolismo cuidadosamente planeado ya no fue apreciado por patronos o espectadores." De acuerdo con Jacobs, la obra refleja un sistema de simbolismo en la medida que objetos terrenales y celestiales se yuxtaponen. Esto se hace más evidente en la disparidad entre el exterior monocromático y la vivacidad de los paneles interiores.

### Marcos
El tríptico mantiene sus marcos originales, los cuales sirven de ornato y protección de la pieza de los efectos de la luz y el humo durante un viaje y cuando está instalada en su lugar de devoción. Los marcos interiores tienen molduras rebajadas y están tallados con inscripciones doradas, mientras que las esquinas superiores de las dos alas ostentan cada una un conjunto de escudos heráldicos. Las frases en latín sirven a un propósito dual. Son decorativas, similares a los márgenes en los manuscritos medievales, y ponen el contexto de la iconografía retratada; van Eyck habría esperado que el espectador contemple tanto el texto como la iconografía. Cuando Jacobs escribió sobre trípticos flamencos tempranos, dijo que las inscripciones sirven para distinguir y separar entre las esferas terrenales y las espirituales, donde las tablas muestran imágenes terrenales, mientras que las inscripciones en los marcos actúan como recordatorio de la influencia celestial. Las inscripciones refuerzan la dualidad entre lo terrenal y celestial, con Santa Catalina como un recordatorio de la piedad ascética, mientras que su figura misma está representada con vestidos suntuosos y joyas.
Las inscripciones en la tabla central son fragmentos del Libro de la Sabiduría (7:26 y 7:29), y del Ecclesiastés (24: 23–24). Aquellos en las alas están tomados de textos que se refieren directamente a los dos santos.

### Tablas interiores

#### Virgen y Niño
En el panel central, la Virgen y el Niño están sentados en un trono en la nave de una basílica con columnas a ambos lados. Las columnas están pintadas con una variedad de pigmentos rojos oscuros, naranjas y grises, una paleta de color de la cual ha dicho Peter Heath que otorga un "sentido de silencio gaseoso". El trono está colocado sobre un estrado, sobre una alfombra oriental suntuosamente dibujada, que se encuentra en un suelo con diseño geométrico en las baldosas. Los brazos del trono con dosel y los arcos a ambos lados contienen figuras talladas, incluyendo pequeñas representaciones de Isaac, y de David y Goliat. No obstante, la historiadora del arte Antje Maria Neuner interpreta esta talla como una representación de Jefté sacrificando a su hija. María viste una capa bordada y, como es típico en van Eyck, voluminosa y roja, que sirve como baldaquino. La capa está sobre un vestido azul de corte cuadrado, con acabados de joyas. El Niño Cristo está desnudo y muestra al donante una banda adornada con una frase del Evangelio de Mateo (11:29), DISCITE A ME, QUIA MITIS SUM ET HUMILIS CORDE ("Carguen con mi yugo y aprendan de mí, pues yo soy apacible y humilde de corazón, [y encontrarán descanso para su alma]").

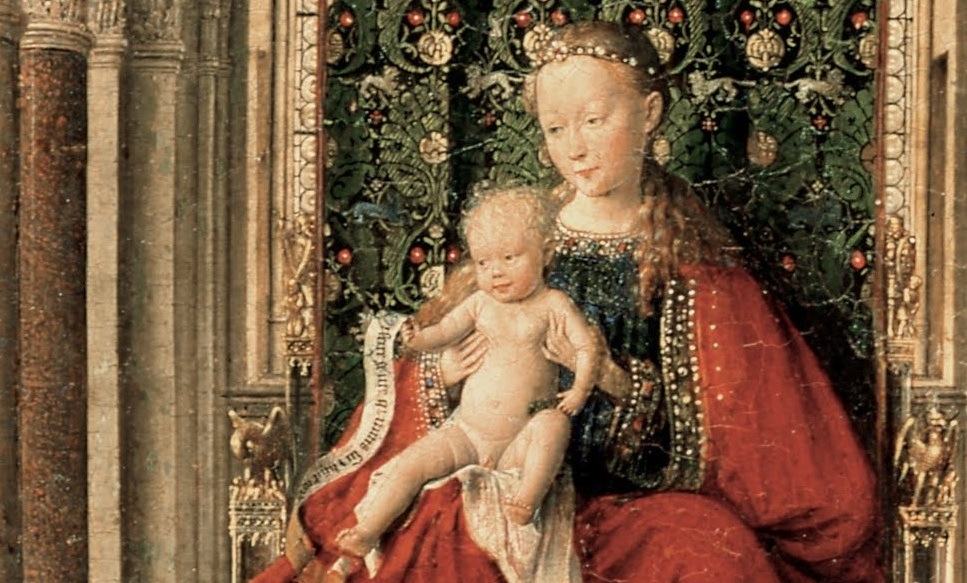
Detalle que muestra a la Virgen y el Niño sentados en el trono y con columnas marmoleadas multicolores a la izquierda

La presencia de María en la iglesia es simbólica; ella y el niño ocupan el área donde el altar estaría normalmente. Tal como en los otros dos retratos de madonnas tardíos de van Eyck, (Virgen del canónigo van der Paele de 1436 y La Virgen en una iglesia de c. 1438–40), María es irrealmente grande y fuera de proporción con el ambiente que la rodea. Esto refleja la perspectiva jerárquica medieval y la influencia de artistas italianos de los siglos XIII y XIV tales como Cimabue y Giotto, quienes a su vez se nutrieron de representaciones monumentales de María en los iconos bizantinos. De acuerdo con Lorne Campbell, María es presentada como si estuviera a punto de "levantarse de su trono y avanzar hasta el mismo plano que San Miguel y Santa Catalina, desde donde se la vería mucho más grande que ellos y que las columnas de la iglesia." Esta idea está ligada a la tendencia de van Eyck de presentar a María como si fuera una aparición en estos retratos, materializándose ante el donante en respuesta a su oración y devoción. La María de van Eyck es monumental, pero menos desproporcionada que la retratada en las obras del siglo XIII. Es desproporcionada en relación con la arquitectura de la obra, pero aproximadamente proporcional a las figuras en las alas del retablo. Este recato muestra el comienzo de la fase madura de van Eyck, mejor apreciada en la "gran profundidad espacial" de la composición.
La postura del Niño se parece mucho a aquella de la Virgen del canónigo van der Paele; al igual que en ella, su cuerpo se inclina hacia el donante, pero en esta ocasión su cabeza mira hacia el espectador más directamente.

#### Santos y las alas del donante
Santa Catalina y el Arcángel Miguel ocupan la tabla derecha e izquierda respectivamente. Parecen estar en los pasillos o en ambos extremos de la girola.  Sus representaciones conjugan con el estilo en evolución del artista: los pasillos denotan amplitud espacial, especialmente por los espacios que quedan implicados, pero fuera de la composición, mientras que ambos santos se inclinan sutilmente hacia María. El uso de la perspectiva hace que los santos parezcan pequeños; según Pächt, aparecen "menos sólidos que las enormes figuras de la Virgen del canónigo van der Paele. Fue esta exquisitez gótica lo que llevó a muchos académicos (...) a situar esta obra entre los trabajos tempranos de Jan van Eyck". Los dos paneles laterales están colmados de la luz que atraviesa las ventanas y que refleja los pertrechos de los santos, haciendo brillar la armadura de San Miguel y la espada de acero enjoyado de Santa Catalina.

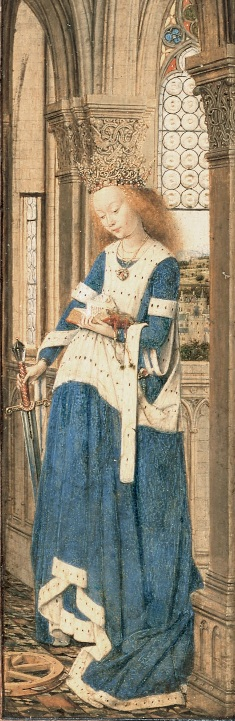
Detalle que muestra a Santa Catalina coronada. Se la identifica a través de los varios objetos hagiográficos a su alrededor.

En el panel de la derecha, santa Catalina se presenta casi como la esencia de una princesa gótica. Está leyendo un libro con "encantadora modestia", con el pelo rubio suelto, adornado con una elaborada corona con joyas, muy similar a la de la Virgen del canciller Rolin, combinado con su vestido azul y un tabardo de armiño blanco drapeado, que la muestra como la princesa que era. Una cadena de oro con un pendiente colgante con joyas viste su cuello. Los atributos asociados a ella están presentes en esta representación. En su mano derecha, sostiene la espada usada en su decapitación y a sus pies se encuentra la rueda en la que fue torturada. Como la mujer en el Retrato de los Arnolfini de van Eyck, tiene "la forma de pera que estaba de moda"; Heath describe su vestimenta como "más deslumbrante que la de la Virgen", reflejándose en la armadura de San Miguel en el panel opuesto.
La presencia de Santa Catalina puede atribuirse a una serie de factores. En este periodo, su reputación y popularidad fueron solo inferiores a las de María; fue una mujer educada y que se expresó enérgicamente durante toda su vida;– características que tal vez reflejaran las del donante. Está absorta en su libro en un estado de contemplación, que podría ser el reflejo de un donante con un temperamento similar. El marco de su ala está inscrito con las palabras VIRGO PRUDENS ANELAVIT, GRANUM SIBI RESERVAVIT, VENTILANDO PALEAM. DISIPLINUS EST IMBUTA PUELLA COELESTIBUS, NUDA NUDUM SECUTA EST CHRISTUM PASSIBUS, DUM MUNDANIS EST EXUTA ECT ("La prudente virgen ha esperado por el trono estrellado donde ha hecho su lugar; dejando la era del mundo, se guardó el grano al aventar la paja. La joven ha estado sumida en celestial aprendizaje. Despojada de todo, con pasos seguros siguió a Cristo hasta que fue liberada de los asuntos de la tierra").
Un paisaje puede ser visto a través de la ventana detrás de Santa Catalina. Debido a la escala en miniatura de la pintura puede ser visto solo de muy cerca. La vista está construida con pinceladas muy finas, muestra una serie de edificaciones muy detalladas y colinas delante de montañas cubiertas de nieve.
Una lanza descansa contra el hombro de un San Miguel con aspecto juvenil. Miguel está ricamente vestido con una armadura enjoyada y de color, con su brazo izquierdo sosteniendo su casco, mientras que su mano derecha se apoya en el hombro del donante mientras este es presentado a María. El donante se arrodilla en oración ante la Virgen, con sus manos extendidas orantes, a pesar de que no están juntas. Lleva un anillo de oro en su dedo meñique de la mano derecha, y está vestido con una hopalanda larga de color verde oliva, que en esa época era el pináculo de la moda y un indicador de estatus dentro de la corte de Borgoña. El vestido tiene un forro de piel de cuello alto y grandes mangas holgadas, también forradas con piel. El corte de pelo del donante, en forma de tazón, redondeado en el flequillo, pero cortado por encima de las orejas, también es típico de mediados de la década de 1430 en la moda flamenca. Excepto por la capucha roja, la prenda se asemeja mucho a la usada por el novio en el Retrato de los Arnolfini.
El capitel del pilar sobre la cabeza del donante está tallado con relieves de escenas militares. Tallados similares pueden verse cerca del donante en obras más tempranas de van Eyck, la Virgen del canónigo Van der Paele y la Virgen del Canciller Rolin, y donde se muestran acontecimientos o circunstancias personales de la vida del donante. Es probable que aquellos presentes en esta obra cumplan un papel similar; sin embargo, debido a que el donante no está identificado, no se sabe a qué se puede referir. Elisabeth Dhanens especula que podría aludir al sarcófago de Hipólito en Pisa, lo que cree que añade credibilidad a la teoría de que el donante era de origen italiano; también señala que la escena militar refleja el estatus de San Miguel como celestial comandante de las fuerzas militares. Ward compara el tallado a uno similar presente en la Anunciación (que se encuentra en Washington). A diferencia de trabajos anteriores de van Eyck, el donante está distanciado de la aparición mariana, y a una escala mucho menor a ella en un ala del tríptico siguiendo la tradición.
Las letras a lo largo de los bordes del panel de la estructura consisten en un fragmento de la oración de la liturgia de la fiesta de San Miguel. El extracto lee: HIC EST ARCHANGELUS PRINCEPS MILITAE ANGELORUM CUIUS HONOR PRAESTAT BENEFICIA POPULORUM ET ORATARIO PERDUCIT AD REGNA COELORUM. HIC ANGELUS MICHAEL DEI NUNCIO APOSTÓLICO DE ANIMABUS JUSTIS. GRATIA DEI ILLE VICTOR EN COELIS RESEDIT. Un PACIBUS ("Este es Miguel, el Arcángel, líder de los ejércitos de los ángeles, cuyo privilegio es conceder favores a la gente y cuya oración conduce al Reino de los Cielos. El Arcángel Miguel es el mensajero de Dios para las almas de los justos. Por la gracia de Dios, el gran vencedor ha tomado su lugar en el Cielo, al lado de la paz").

### Tablas exteriores

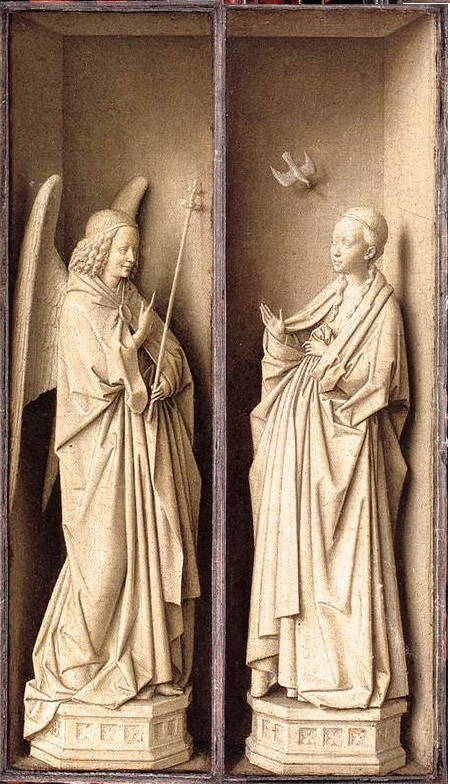
Esta vista muestra la Anunciación, como estatuas del Arcángel Gabriel y María.

Cuando el tríptico está cerrado, las alas exteriores revelan la escena de la Anunciación con el Arcángel Gabriel y María pintados en grisalla. Las figuras forman una ilusión óptica simulando esculturas, un capricho que van Eyck extiende al colocarlos en pedestales octogonales. Las figuras están iluminadas por una luz desde el lado izquierdo, un artificio que el artista usaba a menudo para implicar la presencia de Dios. Una paloma, en representación del Espíritu Santo, flota sobre María. Debido a que la paloma también está pintada en grisalla, pero no adosada a algún pedestal y está flotando aparentemente sin contacto sobre los santos, su presencia sirve para resaltar que el espectador no está mirando una escultura, sino a una representación pintada de ella.
La Anunciación domina sobre cualquier otro tema en los paneles exteriores de la pintura nórdica de polípticos del siglo XV. La tradición se origina en el arte bizantino, siendo van Eyck el gran responsable de volver a popularizar la práctica. Junto con su Políptico de Gante, el Tríptico de Dresde es uno de los ejemplos sobrevivientes más tempranos de la técnica, y sobre esa base es que se le acredita como el innovador de un tema que se convierte en casi estándar desde mediados del siglo XV. Como la Anunciación marca la encarnación de Cristo, su representación en las alas exteriores otorga simetría a las escenas de su vida, normalmente mostradas en las alas interiores.

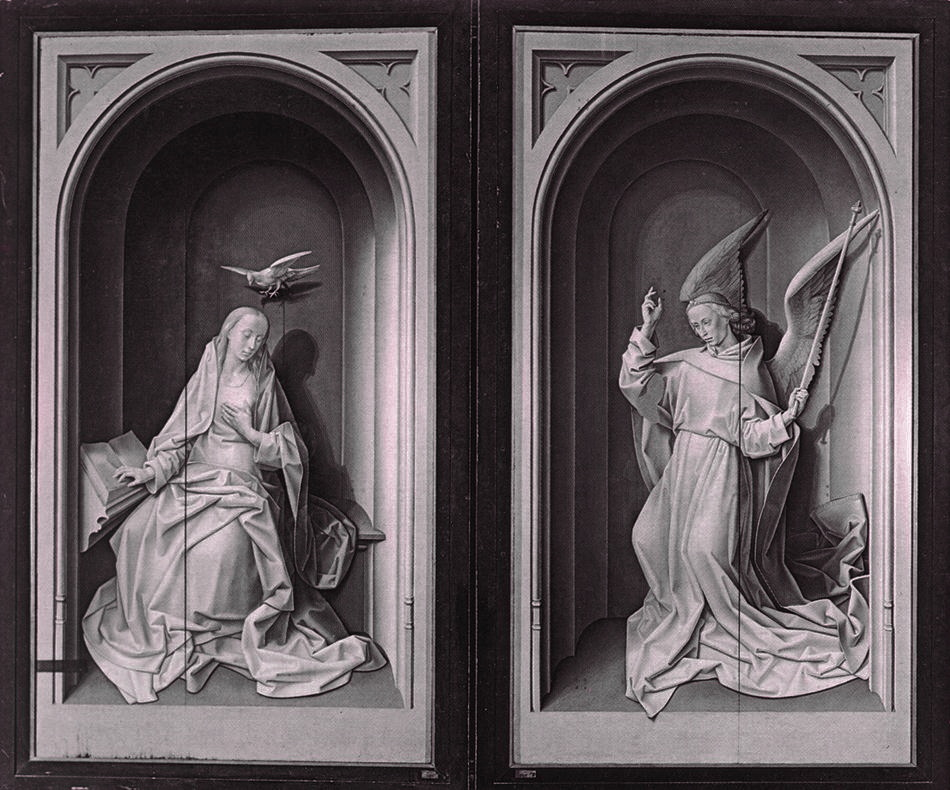
Alas exteriores del Tríptico Portinari de Hugo van der Goes, c. 1475. Galleria degli Uffizi, Florencia. Van der Goes sigue estrechamente la convención establecida por van Eyck, a pesar de que omite los pedestales octogonales propios de la escultura verdadera.

Las alas exteriores de los dípticos y trípticos del siglo XV normalmente contenían escenas de la Anunciación pintada en grisalla. Molly Teasdale Smith cree que la práctica hace eco de la tradición bajomedieval de cubrir la imaginería religiosa con telas grises durante la cuaresma, de entonces 46 días, previa a la Pascua. Hay una simetría en esto en la manera que los polípticos se mantenían cerrados, excepto los domingos o días festivos de la iglesia, cuando se abrían para revelar los más coloridos y amplios paneles interiores.
De acuerdo con Dhanens, las representaciones esculturales en los paneles exteriores son un "éxito brillante; (...) en la medida que imparten un sentido de vida a las supuestas estatuas." Las alas continúan la innovación de van Eyck de colocar paneles exteriores de grisalla en las alas de los polípticos; el ejemplo existente más temprano de esto es la Anunciación en las alas del Políptico de Gante.

## Arquitectura
La iglesia representada es de estilo románico con elementos góticos. Se aprecia un dosel brocado colgando sobre María y la nave es estrecha, apenas lo suficientemente ancha para darle cabida. Está rodeada por una columnata adosada por entablamentos y culminada con arcos de medio punto. Las columnas son de color rosa, rojo y púrpura marmoleados. Cada uno de los capiteles está decorado con imitación de tallados, algunos mostrando las representaciones escultóricas de los doce apóstoles, bajo un pequeño baldaquino. La bóveda es visible en los pasillos, pero no en la nave central. Hay un número de espacios no visibles para el espectador, pero sugeridos. El panel central contiene dos a los lados de los pilares, mientras que otros van desde el balcón sobre el trono, y hay salidas que no se ven hacia pasillos en la parte trasera de los dos paneles de las alas. Las ventanas del lado derecho mirando al este se parecen a las de la Virgen del canciller Rolin del mismo artista.
La profundidad espacial del panel central marca un avance en la técnica de van Eyck, especialmente cuando se compara con su similar Díptico de la Anunciación de 1436 o la  Virgen del canónigo Van der Paele, ambos relativamente planos. La profundidad del espacio se logra a través de artificios tales como la colocación de la Virgen en el extremo del espacio pictórico, haciéndola parecer más pequeña y aparentemente a distancia y destacando el retroceso de las líneas de las alfombras, colocándolas en contra de los paralelos de los pliegues de su vestido. La perspectiva se acentúa por la secuencia de las columnas que se remontan al trono. Esto es especialmente notable con el posicionamiento del trono en comparación a la Virgen de Lucca y la  Virgen del canónigo van der Paele.
Como en obras de interiores más tempranas de van Eyck, el edificio no está basado en un lugar real determinado, sino que es una formación imaginada e idealizada de lo que él veía como un espacio arquitectónico perfecto y de representación. Esto es evidenciado por una serie de características que serían improbables en una iglesia contemporánea, tales como las esculturas de temas más seculares. En el detalle de la estructura, el artista presta especial atención a modelos contemporáneos, que posiblemente combinó con elementos de edificios antiguos. Las columnas contienen "bases prismáticas altas" que se encuentran en iglesias tempranas y en el Arco de Constantino. Craig Harbison cree que porque en el interior no está basado en un edificio real, el espectador no está constreñido por ideas preconcebidas, un artificio que, quizá, da un impacto "fisiológico" al cuadro. En su opinión, los paneles captan el momento en el que la oración y piedad del donante son recompensadas por una aparición de la Virgen y el Niño. La novedad y lo fuera de este mundo de la situación se resaltan por el tamaño irreal de la Virgen, en comparación con su entorno.
La luz juega un papel central en todos los paneles, en medida casi comparable a su Virgen en la iglesia. Los arcos y las columnas están bañados por la luz del día, dando eco al texto de las inscripciones en el centro del marco que aluden a la luz y a la iluminación. Van Eyck presta especial atención a los efectos de saturación y las gradaciones de la luz, que entra desde la izquierda y se extiende a través de los rangos medios de cada panel. A menudo utiliza la luz para indicar una divina presencia etérea. Debido a que los espacios implicados, que se encuentran a cada lado de María y que llevan cada uno a los paneles de las alas, son bañados por esta luz, pueden ser vistos como conductos para lo divino.
Este tríptico influenció uno realizado por Rogier van der Weyden, el Tríptico de los Siete Sacramentos (1445–50), en muchos aspectos. Con mayor evidencia cuando tergiversa la escala, especialmente respecto del tamaño de María en relación con las demás figuras y la arquitectura. Van der Weyden lleva el concepto más allá y coloca una gran imagen de crucifixión sobre las figuras y en lo alto del panel central.

## Donante

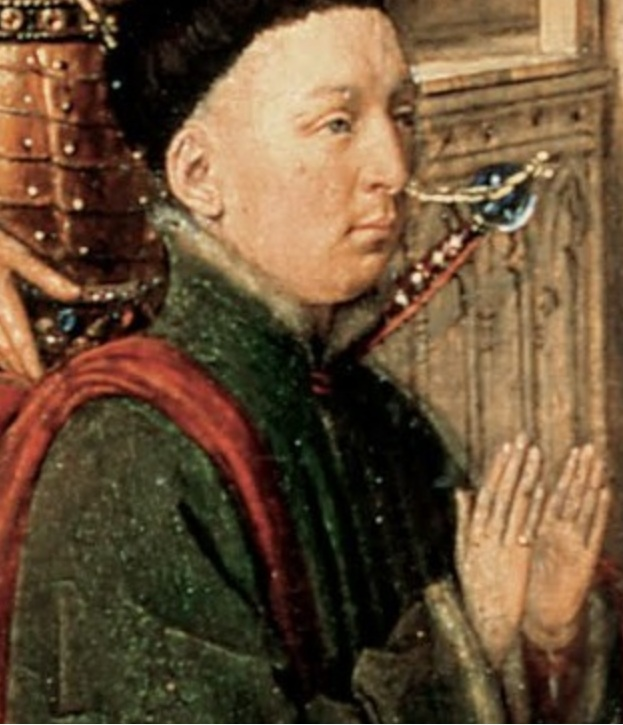
Detalle que muestra al donante. Sus manos están inusualmente sostenidas hacia arriba pero separadas, sugiriendo que está maravillado más que en oración.

La identidad del donante no ha sido establecida, a pesar de que una serie de sugerencias han sido dadas en los últimos 200 años. Harbison sugiere que la escala pequeña del trabajo indica que funcionaba como retablo portátil más que como un objeto para uso privado, y por ello habría sido encargado por o para un miembro del clero. Otros historiadores del arte han argumentado que el donante puede haber sido un mercader genovés. Esta creencia ha sido alimentada por la semejanza con un tríptico de Giovanni Mazone, Virgen con el Niño, que se encuentra en Pontremoli, Toscana, que puede colocarlo en la región italiana de Liguria a más tardar hacia fines del siglo XV. Los escudos de armas dañados en los marcos interiores han sido vinculados a la familia Giustiniani, conocida por establecer lazos de comercio con Brujas en los siglos XIV y XV. Si no fue encargado por aquella familia, los registros históricos al menos colocan a la obra en su posesión hacia el fin del siglo. En los primeros años del siglo XIX, Frances Weale sugirió a Michele Giustiniani como el donante; sin embargo, investigaciones históricas posteriores han sido incapaces de verificar su presencia en Brujas alrededor de 1437 y parece que regresó a Italia hacia 1430.
A mediados del siglo XX, un examen técnico reveló los escudos de armas de la familia Giustiniani, que pueden haber sido pintados sobre una capa anterior, con otro diseño heráldico, quizás tan temprano como en el siglo XV, y cuya historia se ha perdido. Dhanens teoriza que un miembro de la familia Giustiniani puede haber establecido otras asociaciones con San Miguel y Santa Catalina, sugiriendo que eran miembros de la familia italiana Rapondi, cuya casa de comercio en París fue nombrada en honor a Santa Catalina. Su hija, también llamada Catalina, casada con el mercader italiano Michel Burlamacchi (Bollemard en flamenco) de Lucca, tuvo actividad en Brujas. A partir de esto, Dhanens teoriza que la pieza fue encargada como regalo de boda para la pareja. Unos documentos señalan que tejedores en Wervik pagaron impuestos a Catalina Rapondi y en septiembre de 1434, cuando Michele Burlamacchi era recaudador de impuestos en ese pueblo, van Eyck recibió un estipendio financiado por recibos de ingresos tributarios locales, lo que sugiere una conexión. Dhanens admite que la identidad del donante está perdida, pero dice de la pieza que "podría haber sido un regalo del marido a la mujer, una prenda de su afecto durante sus ausencias; o podría haber sido un regalo de la esposa al esposo, para protegerlo en sus viajes."

## Condición actual
El tríptico se encuentra en pobres condiciones, habiendo padecido daños y una gran pérdida de pintura. Ha pasado por una serie de restauraciones. Los marcos de madera exteriores, originalmente pintados imitando marmoleado gris y amarillo, fueron más tarde repintados en un diseño negro y rojo en el siglo XVI o XVII cuando "un diseño de caparazón de tortuga, imitando al enchapado entonces de moda, reemplazó la temprana trama jaspeada de pintura". Un marco de ébano fue añadido a los marcos interiores por protección en la década de 1840. Ha habido extensos trabajos de reparación en la pintura del vestido de María, con áreas grandes del mismo reparadas en 1844 por el pintor Eduard Bendemann. Los muy maltrechos escudos heráldicos han sido retocados, mientras que los marcos han sufrido deterioro y están sobrepintados en algunas áreas. La pintura fue saqueada y llevada a Moscú durante la Segunda Guerra Mundial. Fue devuelta en 1959, año en que fue limpiada y restaurada; pasó también por un examen de laboratorio. Este proceso reveló la inscripción ALC IXH XAN en la moldura interior del marco central, delante del piso embaldosado, al retirar una capa de pintura marrón. El sobrepintado de los marcos se retiró también en su mayoría durante la restauración de 1959.